# Francesco Vitiello
Francesco Vitiello (Scafati, 5 agosto 1981) è un attore e regista italiano.

## Biografia
Entrato nel mondo dello spettacolo a 5 anni con la pubblicità, debutta, all'età di 15 anni, come attore nella soap opera di Rai 3, Un posto al sole, dove, dal 1996 al 2002 e poi dal 24 febbraio 2006 all'8 aprile 2009, interpreta il ruolo di Diego Giordano. Precedentemente aveva frequentato un corso pomeridiano di teatro e recitato a scuola.
Dopo il debutto televisivo, tra il 1997 e il 1998 lavora in teatro ne I veri figli di Filumena M, Corpus Cristi e Se cantar mi fai d'amore, tutti per la regia di Enrico Maria Lamanna; nel 2002 recita ne Il letto, regia di Pino L'Abbate, e nel 2004 ne La capra, ancora una volta diretto da E. M. Lamanna. Per la televisione ha lavorato anche nella serie tv di Canale 5 Distretto di Polizia 4 (2003), regia di Monica Vullo e Riccardo Mosca, in cui interpreta il ruolo dell'agente scelto Corrado Esposito.
Sul grande schermo è apparso nei film: Capo Nord (2003), regia di Carlo Luglio, Nemici per la pelle, opera prima di Rossella Drudi, e Viva Franconi, regia di Luca Verdone, entrambi del 2006, e Liberarsi - Figli di una rivoluzione minore (2008), regia di Salvatore Romano. Nel 2012 torna a Un posto al sole curando la regia di alcuni episodi.
È tra gli ideatori della serie web SOMA - La Serie.
Dal dicembre 2017 al marzo 2018 e nuovamente dal luglio 2018 torna ad interpretare Diego Giordano nella soap opera Un posto al sole.

## Carriera

### Teatro
- I veri figli di Filomena M, regia di Enrico Maria Lamanna (1997)
- Corpus Cristi, regia di Enrico Maria Lamanna (1998)
- Se cantar mi fai d'amore, regia di Enrico Maria Lamanna (1999)
- Il letto, regia di Pino L'Abbate (2002)
- La capra, regia di Enrico Maria Lamanna (2004)
- Il cielo di Palestina, regia di Carlo Cerciello (2007)
- Terrore e miseria del Terzo Reich, regia di Carlo Cerciello (2008)
- Frateme, regia di Benedetto Sicca (2010) (2011) (2012)
- Salvo i due o tre per le farfalle, regia di Benedetto Sicca (2012)

### Cinema
- Capo Nord,  regia di Carlo Luglio (2002)
- Camarade, regia di Andrea Pari (2006)
- Nemici per la pelle, regia di Rossella Drudi (2006)
- Viva Franconi, regia di Luca Verdone (2006)
- Liberarsi - Figli di una rivoluzione minore, regia di Salvatore Romano (2008)
- I petali dell'aurora, regia di Valerio Tramontano (2008)

### Televisione
- Un posto al sole, registi vari (1996-2002, 2006-2009, 2012, 2017-in corso)
- Distretto di Polizia, regia di Monica Vullo (2002-2003)
- Un posto al sole d'estate, soap opera (2007)